# Мария Пиргова
Мария Андонова Пиргова е български политолог.

## Биография
Родена е на 4 януари 1955 г. в Пловдив. Завършила е Московския държавен университет „М. В. Ломоносов“. От 1978 г. е преподавател в Софийския университет. Доктор по политология с дисертация на тема „За политологичния подход към профсъюзите“ (1990). Доцент по сравнителна политология и политически анализи в Софийския университет (от 1998 г.). Доктор на политическите науки с дисертация на тема „Конвергентните политики – един от историческите вектори на глобалната епоха“ (2018).
Парламентарен секретар на Министерския съвет от 1993 до 1995 г. При регистрирането на партия ЛИДЕР през 2007 г. Пиргова е неин заместник-председател.
Доц. Мария Пиргова е автор на множество научни публикации.